# Карліс Лієпіньш
Карліс Лієпіньш (латис. Kārlis Liepiņš; народився 15 серпня 1990 у м. Лієпая, Латвія) — латвійський хокеїст, захисник. Виступає за «Металургс» (Лієпая) у Білоруській Екстралізі. 
Вихованець хокейної школи «Металургс» (Лієпая). 